# Józef Grein

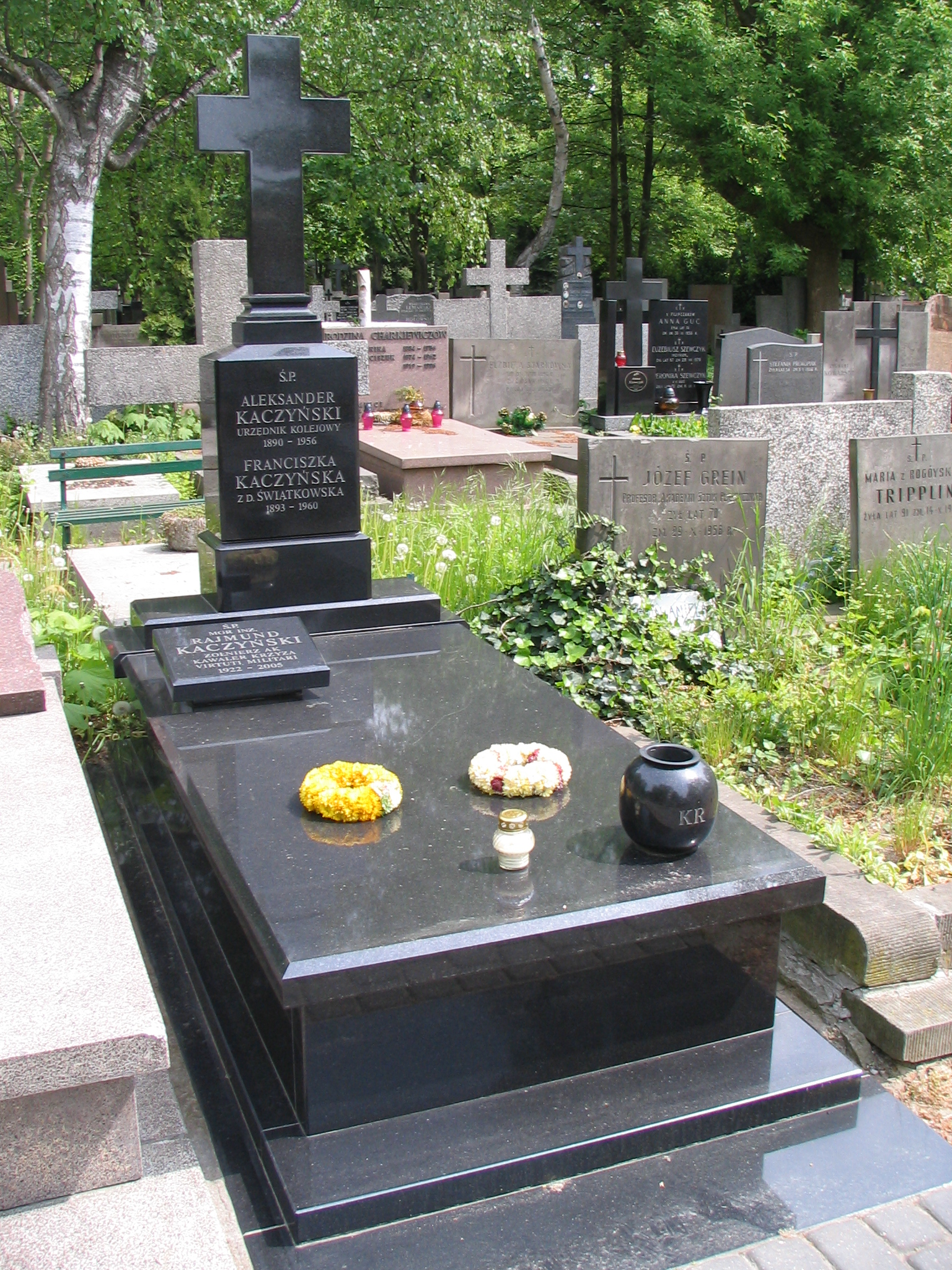
Grób prof. Józefa Greina w prawej części zdjęcia

Józef Grein (ur. 7 kwietnia 1886 w Pobereżu na Kresach Wschodnich, zm. 29 października 1956 w Warszawie) – polski konserwator zabytków, malarz.

## Życiorys
Jego przodkowie pochodzili z Anglii. Syn Alfreda. W latach 1903–1907 studiował na ASP w Krakowie, najpierw u Floriana Cynka, potem u Leona Wyczółkowskiego. Działalność konserwatorską rozpoczął już w roku 1914, kiedy to zorganizował w Kijowie Doświadczalną Pracownię Sztuki Zdobniczej. Kierownik pracowni konserwatorskiej w Muzeum Wojska Polskiego w Warszawie (1920–1932) i Muzeum Narodowym (1932–1945).
Od 1945 kierował Pracownią Konserwacji Sztuki Zdobniczej Naczelnej Dyrekcji Muzeów i Ochrony Zabytków. Od 1949 był profesorem Akademii Sztuk Pięknych na utworzonym Wydziale Konserwacji oraz w Naczelnej Dyrekcji Muzeów i Ochrony Zabytków, a od 1951 głównym konserwatorem w Pracowni Konserwacji Sztuki Zdobniczej PKZ, którą kierował do swej śmierci. Zmarł 29 października 1956 w Warszawie, pochowany na cmentarzu Powązkowskim (kwatera 154b-6-11).

## Ordery i odznaczenia
- Złoty Krzyż Zasługi (dwukrotnie: 18 czerwca 1938[4], 11 lipca 1955[5])